# 1798
1798 (MDCCXCVIII) a fost un an obișnuit al calendarului gregorian, care a început într-o zi de duminică.

## Evenimente

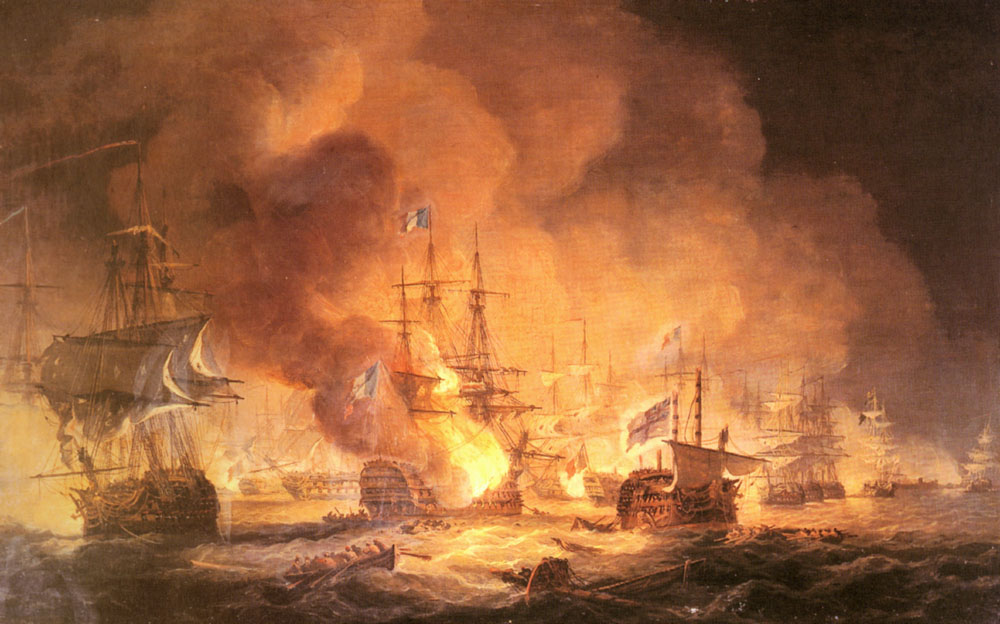
1 august: Bătălia de la Nile

### Martie
- 5 martie: Trupele franceze intră pe teritoriul elvețian.

### Aprilie
- 12 aprilie: A fost proclamată Republica Elvețiană, stat clientelar Franței napoleonice.
- 26 aprilie: Franța anexează Geneva.

### Iunie
- 14 iunie: Este descoperit Reciful Kingman.

### Iulie
- 1 iulie: Debarcarea lui Napoléon Bonaparte în Egipt.
- 24 iulie: Napoleon ocupă Cairo.
- 31 iulie: Se înființează Biblioteca Batthyaneum din Alba Iulia la inițiativa episcopului romano-catolic al Transilvaniei Batthyani Ignac.

### August
- 1-2 august: Horatio Nelson învinge forțele navale franceze în Bătălia Nilului.
- 8 august: La Spitalul Colțea din București se deschid trei odăi numai pentru femei, pe cheltuiala doamnei Zoe Moruzi, soția domnitorului Alexandru Moruzi.

### Nedatate
- martie: Este fondată Republica Helvetă, constituită pe teritoriul reîntregit al Elveției, după ce a fost cucerită de francezi, în urma războaielor revoluționare franceze.
- Clujul este distrus în mare parte de un incendiu.
- Un căpitan american descoperă Atolul Palmyra.

## Arte, științe, literatură și filozofie
- Alessandro Volta descoperă electricitatea.
- Alois Senefelder a inventat litografia.
- Joseph Mallord William Turner pictează Autoportret, Buttermere
- Kant publică Antropologia din punct de vedere pragmatic
- Louis Nicolas Vauquelin descoperă că berilul și smaraldul conțin beriliu.
- Pierre Simon Laplace prezice existența găurilor negre.
- Henry Cavendish determină masa Pământului.[1]

## Nașteri
- 19 ianuarie: Auguste Comte, sociolog francez (d. 1857)

- 26 aprilie: Eugène Delacroix, pictor francez (d. 1863)
- 29 iunie: Giacomo Leopardi, scriitor italian (d. 1837)
- 29 iunie: Willibald Alexis, scriitor german (d. 1871)
- 13 iulie: Charlotte a Prusiei, soția țarului Nicolae I al Rusiei (d. 1860)
- 21 august: Jules Michelet, istoric francez (d. 1874)
- 11 septembrie: Franz Ernst Neumann, fizician și matematician german (d. 1895)
- 2 octombrie: Carol Albert, rege al Sardiniei (d. 1849)
- 12 octombrie: Împăratul Pedro I al Braziliei (d. 1834)
- 4 decembrie: Jules Armand Dufaure, prim-ministru al Franței (d. 1881)
- 24 decembrie: Adam Mickiewicz, scriitor polonez (d. 1855)

### Nedatate
- Ioan Cîmpineanu, boier progresist, a participat la înființarea Societății Filarmonice (d. 1863)
- Nicolae Suțu, 72 ani, om politic român (d. 1871)

## Decese
- 4 iunie: Giacomo Casanova, 73 ani, aventurier amoros italian (n. 1725)
- 4 decembrie: Luigi Galvani, 61 ani, medic italian (n. 1737)
- 16 decembrie: Gaetano Brunetti, 53 ani, compozitor și violonist italian (n. 1744)